# Da (peça)
Da é uma peça de teatro estadunidense de 1978 escrita pelo dramaturgo Hugh Leonard. Produção da Broadway, foi apresentada pela primeira vez no Morosco Theatre em 1 de maio de 1978 e foi adaptada para o cinema no filme homônimo dirigido por Matt Clark em 1988.
Venceu o Tony Award de melhor peça de teatro.